# Palazzo Della Stufa
Palazzo Della Stufa, o Lotteringhi Della Stufa, si trova in piazza San Lorenzo 4, angolo via della Stufa, a Firenze, davanti alla basilica di San Lorenzo.

## Storia e descrizione
Il palazzo, con un fronte nel quale elementi trecenteschi e quattrocenteschi si fondono mantenendo comunque un equilibrio compositivo notevole, fu eretto dai Lotteringhi Della Stufa nel XIV secolo ed è stato abitato dai discendenti della stessa famiglia per ben sette secoli, fino al 1946, quando divenne una proprietà condominiale. I Della Stufa, inurbati nell'XI secolo come "Lotteringhi", cambiarono nome dalla proprietà della "stufa di San Lorenzo", uno degli antichi bagni pubblici della città. Tra di essi vi furono due beati, Lotteringo Della Stufa, tra i fondatori dell'ordine dei Servi di Maria, e il frate Girolamo Della Stufa. Il palazzo familiare venne rifatto nel XVI secolo, su case di proprietà della famiglia fin dal XIII secolo.
L'importanza del palazzo nello spazio urbano è ribadita dalla sua presenza nella veduta della Catena dove, oltre la mole della basilica di San Lorenzo, si legge l'altana a sei colonne che lo corona, che quindi dobbiamo considerare già costruita attorno al 1470. Tale preminenza è confermata anche dalla citazione con numero nella pianta del Buonsignori. Per il resto la facciata, di tre piani su cinque assi, appare animata da un grande scudo con l'arme di famiglia in pietra serena (d'argento, a due leoni controtenenti una croce latina di rosso) e presenta il motivo, consueto all'architettura fiorentina, delle finestre a cornici bugnate sull'intonaco chiaro.
Così Marcello Jacorossi (in Palazzi, 1972) restituisce gli elementi essenziali dell'edificio: "Grandioso palagio che, nella parte inferiore a bozze regolari di pietre conce rilevate, serba il carattere originale. Dalla cornice di ricorso in su la facciata è intonacata e colorita a pietre e le finestre sono state ridotte a forma rettangolare. In alto, maestosa altana o loggia aperta con colonne che sostengono l'ampia tettoia. Al palazzo è unito un casamento più basso che si prolunga fino alla via de' Ginori che ha al terreno tracce di pietrami della primitiva costruzione, ora di carattere moderno. Però tutta la maestosa fabbrica ha, sotto l'intonaco, la sua originaria struttura". Sul lato di via della Stufa è un tabernacolo seicentesco contenente un gesso riproducente una Madonna col Bambino donatelliana. Il repertorio di Bargellini e Garneri riferisce di restauri che sarebbero stati eseguiti nei primi anni settanta del Novecento e che avrebbero portato in luce porzioni dell'antica fabbrica.

### Il palazzo Della Stufa-Traballesi

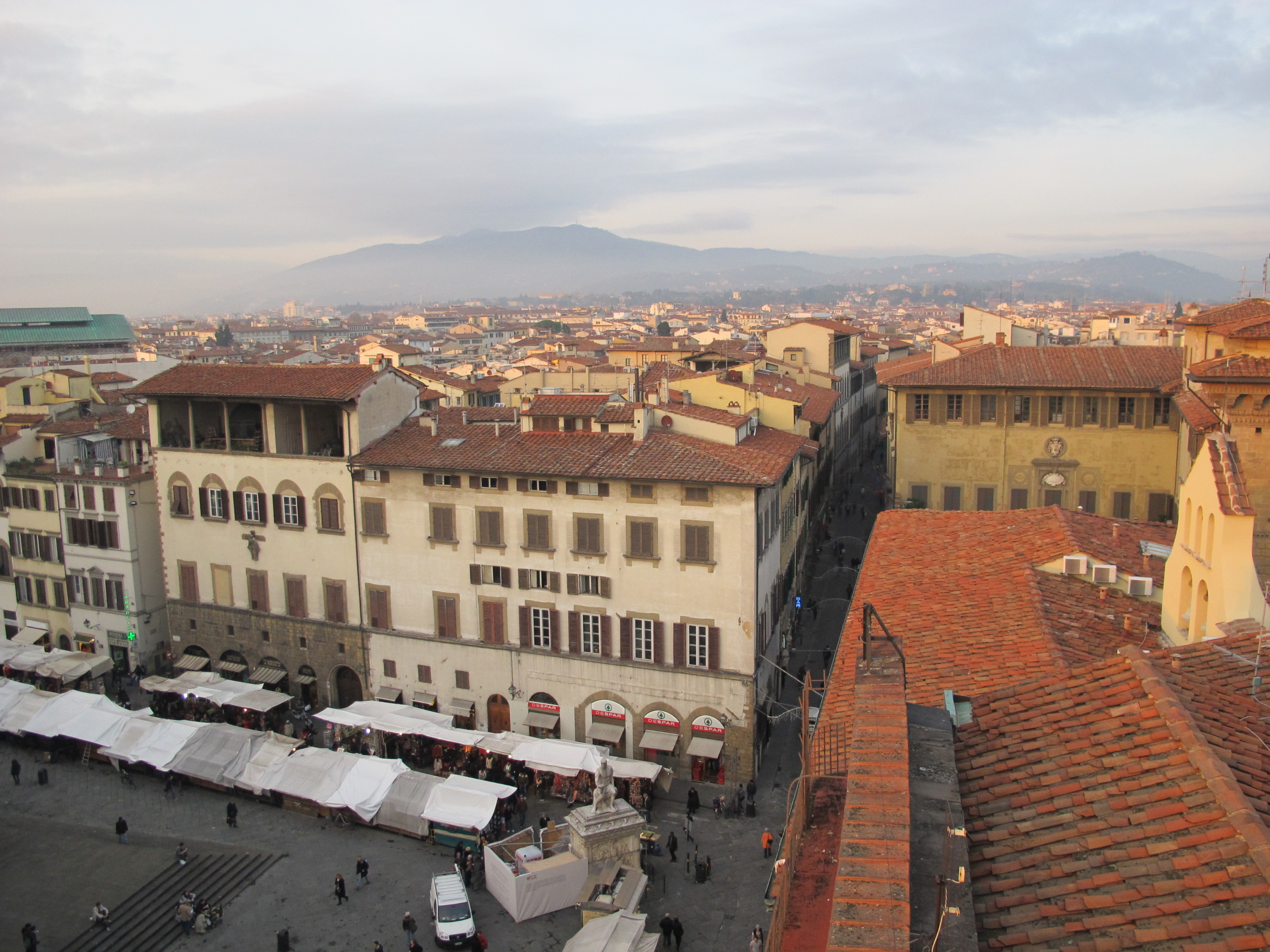
I due palazzi insieme, visti dall'Osservatorio Ximeniano.

L'edificio che determina l'angolo tra la piazza e via de' Ginori, per quanto leggibile come autonomo per i fronti caratterizzati da un diverso disegno e da una diversa linea di gronda, è da considerare porzione del vicino palazzo Lotteringhi Della Stufa , di modo che, nel suo insieme, la proprietà deve essere considerata come estesa da via della Stufa a via de' Ginori.
Più precisamente, per quanto riguarda questa porzione, la si dovrà datare al 1665-1666, quando il palazzo fu ampliato da Gherardo Silvani e dal figlio Pier Francesco con la trasformazione delle casette all'angolo di via Ginori, pervenute ai Lotteringhi Della Stufa per via ereditaria. L'intervento determinò così il nuovo fronte: "di estrema semplicità, con portale centinato al centro e aperture quadrate al piano terra, finestre sottolineate da una liscia incorniciatura sui quattro livelli, e panca di via, rinunciando però ad estendere il bugnato e la grande loggia all'ultimo piano del palazzo quattrocentesco, a sua volta aggiornato nel disegno delle finestre architravate" (Chiara Martelli). Su via dei Ginori si trovano un'iscrizione e uno scudo con arme.
Entrambi i palazzi appaiono appare nell'elenco redatto nel 1901 dalla Direzione Generale delle Antichità e Belle Arti, quali edifici monumentali da considerare patrimonio artistico nazionale.